# Ibiraçu
Ibiraçu este un oraș în unitatea federativă  Espírito Santo (ES) din Brazilia.